# Кафедральний Собор Пресвятої Діви Марії (Санто-Домінго)
Кафедральний собор Санто-Домінго (також Кафедральний собор Пресвятої Діви Марії, Кафедральний собор Санта-Марія-ла-Менор; ісп. Catedral de Santa María la Menor — католицький собор у Санто-Домінго, столиці Домініканської Республіки. Належить до архієпархії Санто-Доминго, яку очолює кардинал Ніколас де Хесус Лопес Родрігес. Має почесний статус «мала базиліка».

## Історія
Собор збудовано в 1514–1535 роках. Таким чином він є найстарішим собором Америки. Був зведений із золотавого коралового вапняку. Архітектура собору поєднує готику й бароко зі значним впливом платереско, що особливо виявляється у срібному вівтарі. У скарбниці собору зберігаються багаті колекції різьблених дерев'яних статуй, меблів, ювелірних прикрас, срібного посуду.
Відповідно до деяких джерел, у соборі поховано рештки Христофора Колумба, пам'ятник якому встановлено на майдані перед храмом.
1990 року у складі колоніального міста Санто-Домінго собор було включено до списку Світової спадщини ЮНЕСКО. За 200 м на схід від собору розташована ще одна складова частина об'єкта — фортеця Осама.

## Галерея

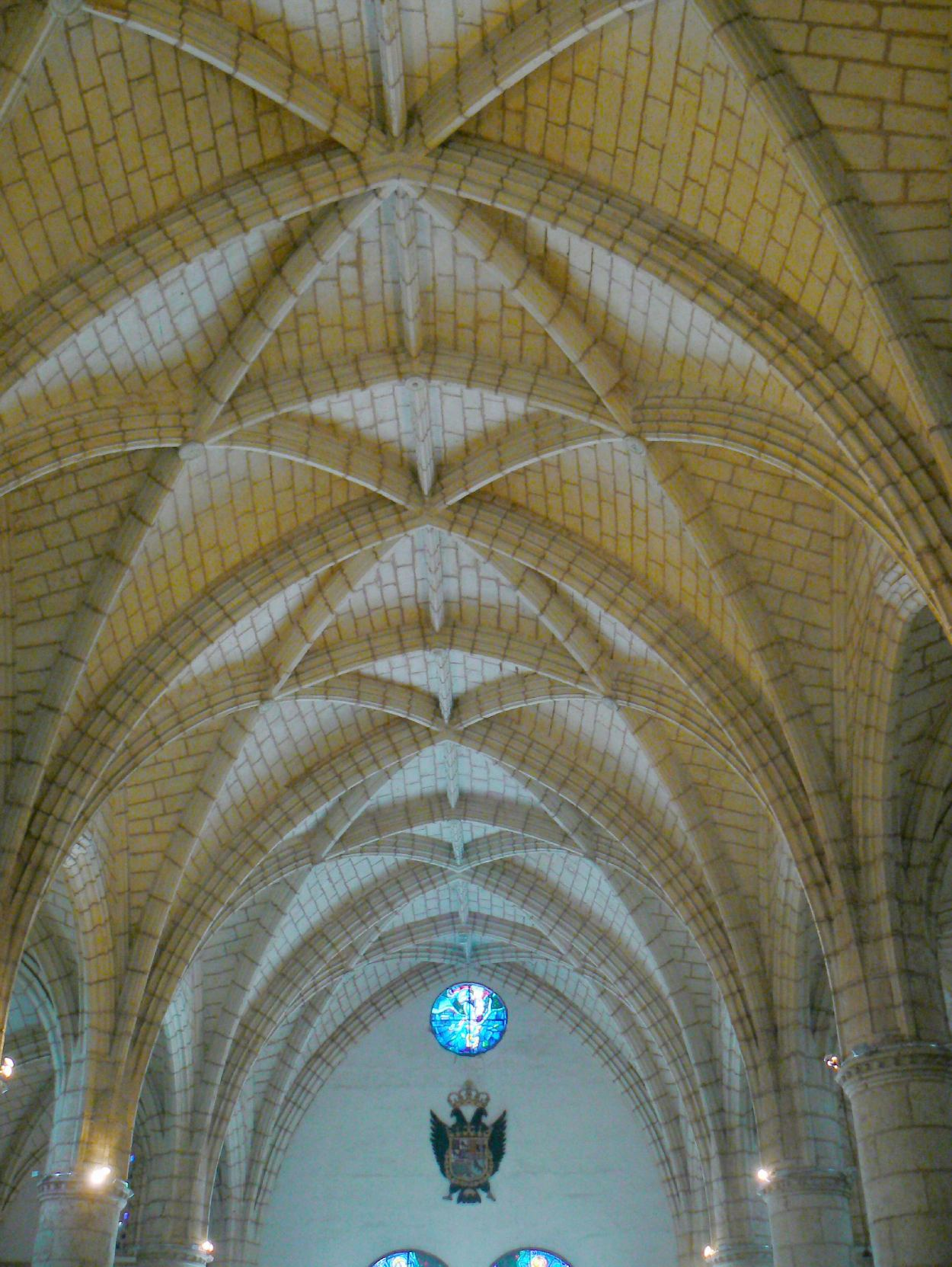
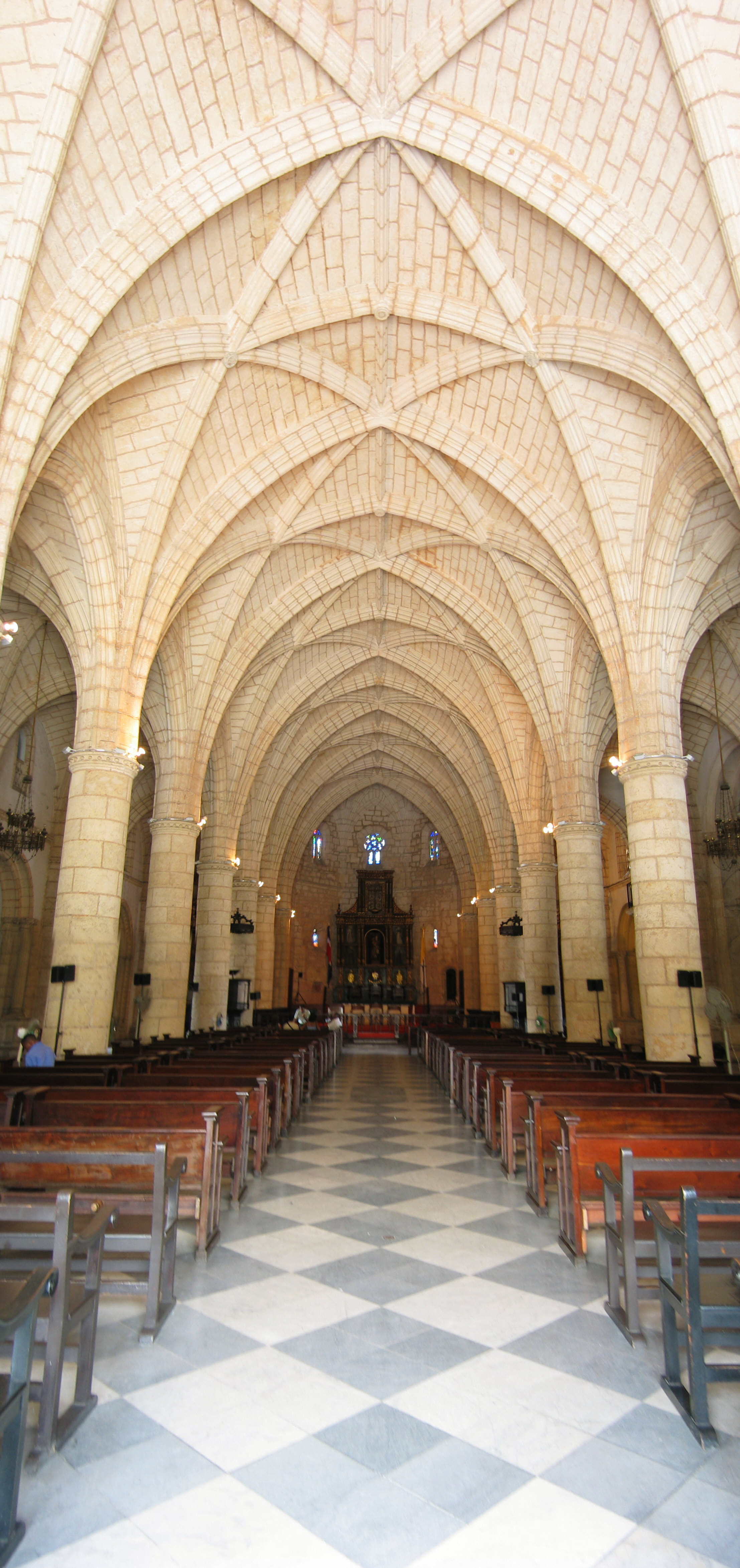
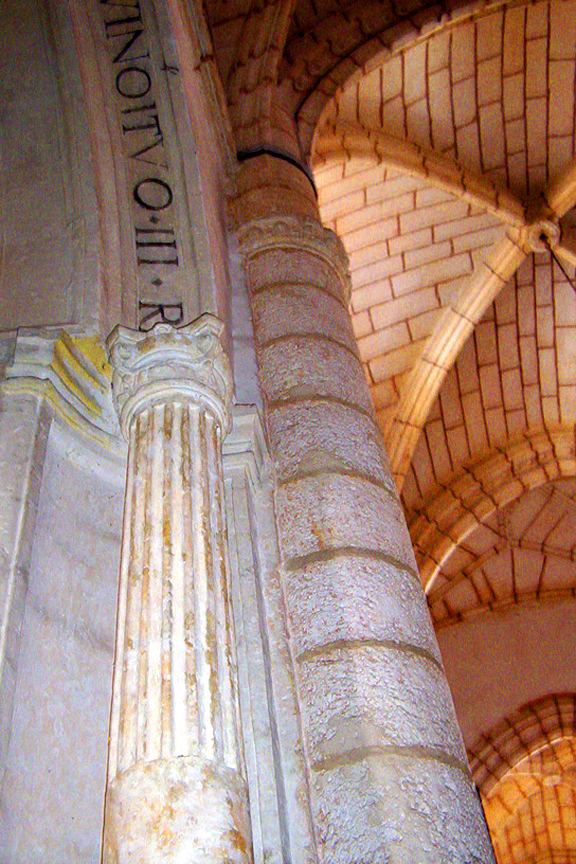
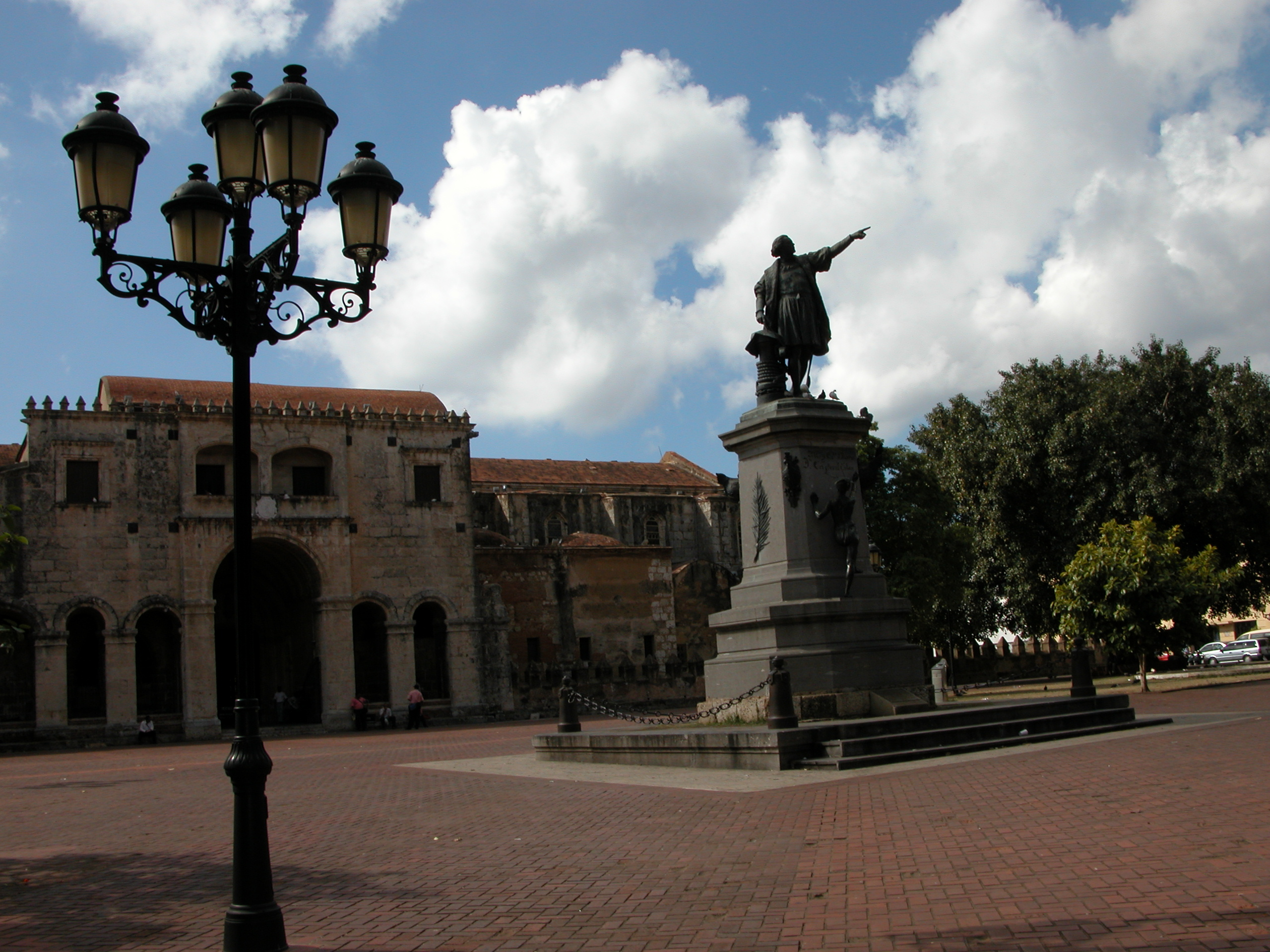
Вид на собор з боку парку Колумба